# Fodros lórom
A fodros lórom (Rumex crispus) a keserűfűfélék családjába tartozó, az egész világon elterjedt gyomnövény. 

## Megjelenése
A fodros lórom 40-120 (150) cm magas, lágyszárú, évelő növény. Élénksárga karógyökere vaskos (akár 4 cm széles), húsos, többé-kevésbé elágazó és kellően laza talajban 150 cm mélyre is hatolhat. A gyökér tetejéről sarjad a 2-4 cm-es húsos szár, melynek teteje (az ún. "korona") a talaj felszínén található és a szár többnyire innen ágazik szét. Az áttelelő rügyek a koronán nőnek, vagyis a növény a Raunkiær-féle besorolás szerint hemikriptofita.
Tavasszal a koronából sarjad ki a tőlevélrózsa és a felálló, merev, sima, többé-kevésbé vöröses színezetű szárak. A fiatal növények általában csak egy szárat fejlesztenek, míg az idősebbek koronája többszörösen elágazó. Levelei széles lándzsásak, 8-30 cm hosszúak és 2-7 cm szélesek, kékeszöldek, szélük ép és hullámos. Végük hegyes, válluk nyélbe keskenyedő, az alsó levelek válla kerekebb. Méretük felfelé haladva egyre csökken. 
Júniustól augusztusig virágzik. Virágzata 10-50 cm hosszú, dús fürt, amelyek a szár végén vagy a felső levelek hónaljából nőnek. A virágok kicsik, sűrű csoportokban nőnek, színük kezdetben zöld, később barna. Lepelleveleik (belső csészeleveleik) 3-5 mm hosszúak és kb. ugyanilyen szélesek. Egy növényen kétivarú és termős virágok egyaránt előfordulnak. A termős virág belső lepelcimpái szíves vagy kerek háromszög-tojásdadok. 
Termése 2-3 mm hosszú, 1,2-1,7 mm széles, fényes vörösbarna, háromélű, hegyes végű makkocska, amelyet a lepellevelek szív alakban körülvesznek. 

## Elterjedése és termőhelye
Eurázsiai eredetű növény, amely mára az Antarktisz kivételével valamennyi kontinensen elterjedt gyomnövényként. Elsősorban a mérsékelt éghajlaton található meg, a trópusokon a hegyvidékek növénye. Szórványosan a sarkkörön túl is megtalálható. Magyarországon gyakori. 
Réteken, legelőkön, útszéleken, vízpartokon él. Gyomnövényként az őszi gabonafélék tábláiban a leggyakoribb. A talaj szerkezetét és pH-ját illetően viszonylag igénytelen, de inkább a jó tápanyagellátottságú vályog- és agyagtalajokat részesíti előnyben. Fejlődéséhez jó vízellátottság szükséges, de mélyre hatoló gyökérzete miatt jól tűri a szárazságot. Elviseli az árnyékolást, de napsütötte élőhelyen gyorsabban fejlődik. Magvai a talajban akár 70 éven át életképesek maradnak. Szétvágott karógyökerének darabjaiból vegetatívan is szaporodhat. 
Természetes ellenségei közé tartozik a vörös cickányormányos, a sóska-cickányormányos, a sóska-pikkelyesormányos, a sóska-levélbogár, valamint a Ramularia rubella és Uromyces rumicis parazita gombák. 

## Jelentősége
A fodros lórom nem túlságosan nagy károkat okozó gyomnövény és világ számos országában inváziós fajként viselkedik. Fiatal levele, hajtásai és szára oxálsavat és 0,1-0,25%-nyi krizofánsavat, emodin glikozidot és gyantát tartalmaznak. A legelő állatok általában elkerülik, de ha mégis elfogyasztják, ritkán enyhe mérgezést okozhat, amely székrekedéssel és a tej minőségének romlásával jár. Szénába, silóba keveredve rontja annak minőségét.  
Ehető, savanyú íze kevésbé intenzív, mint a mezei sóska esetében. Főzeléket, levest, szószt, levélbe töltött ételeket készítenek belőle. Oxálsavtartalma miatt nagyobb mennyiség fogyasztása nem javasolt.    

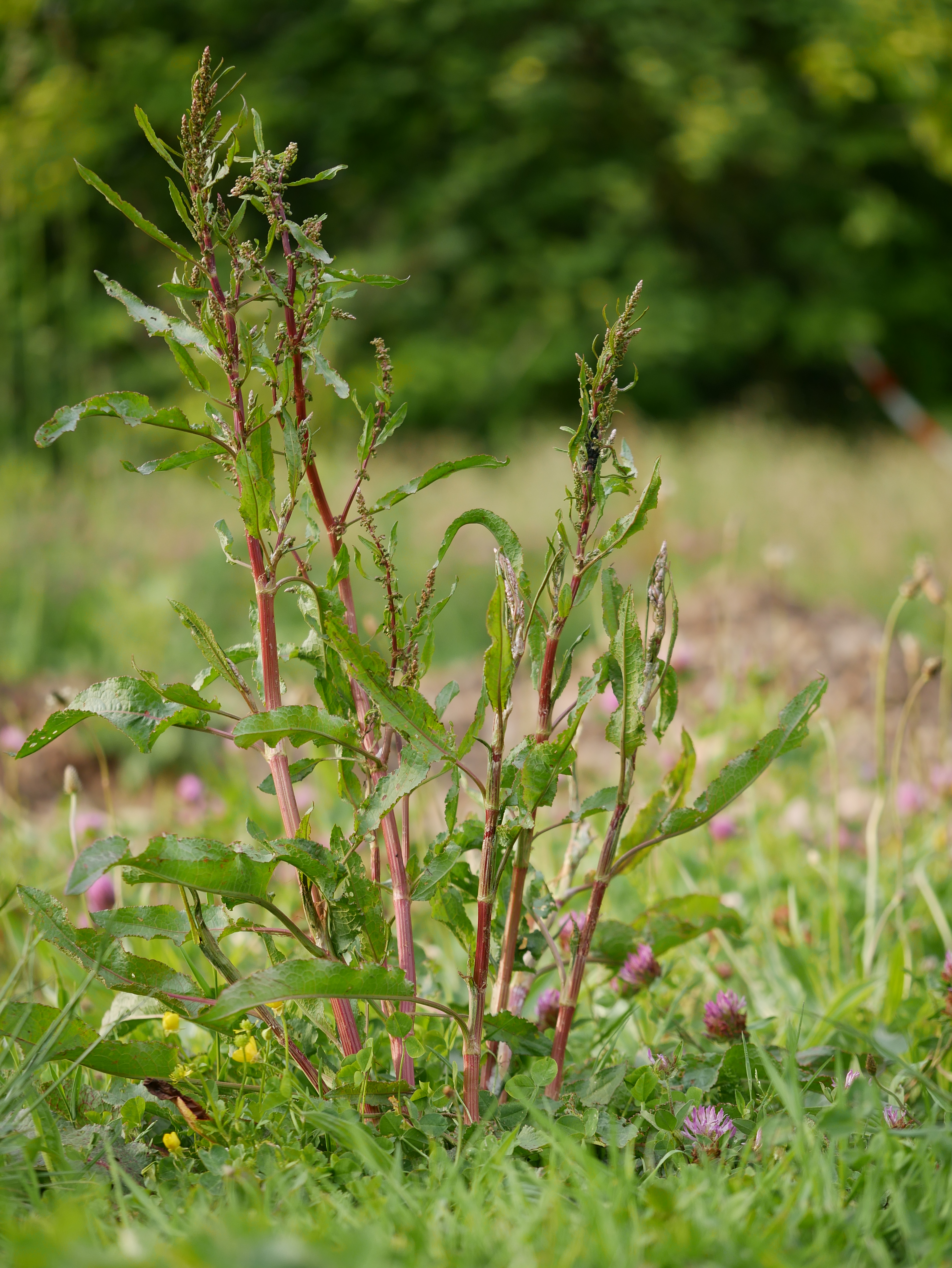
Habitusa
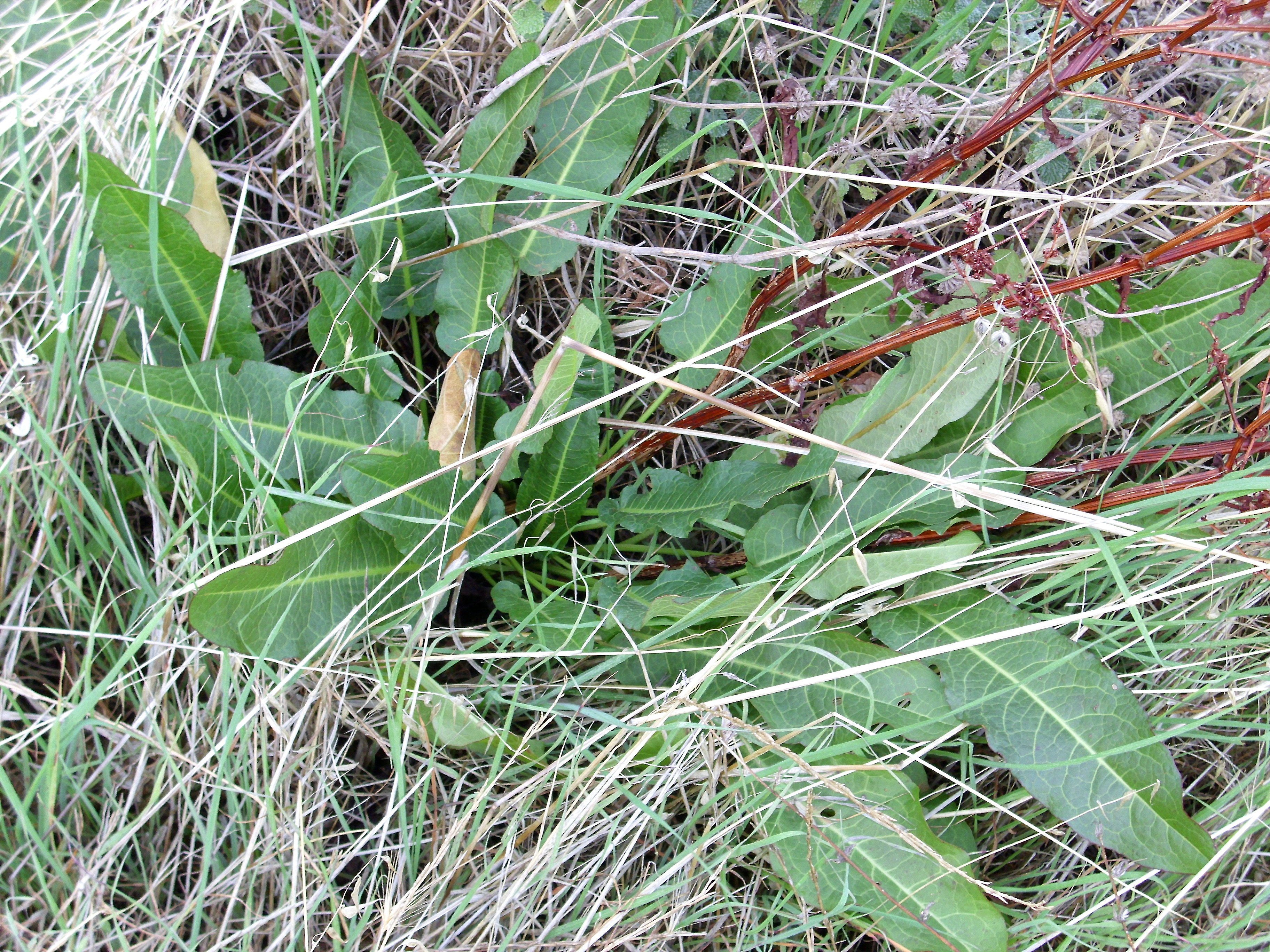
Tőlevélrózsája
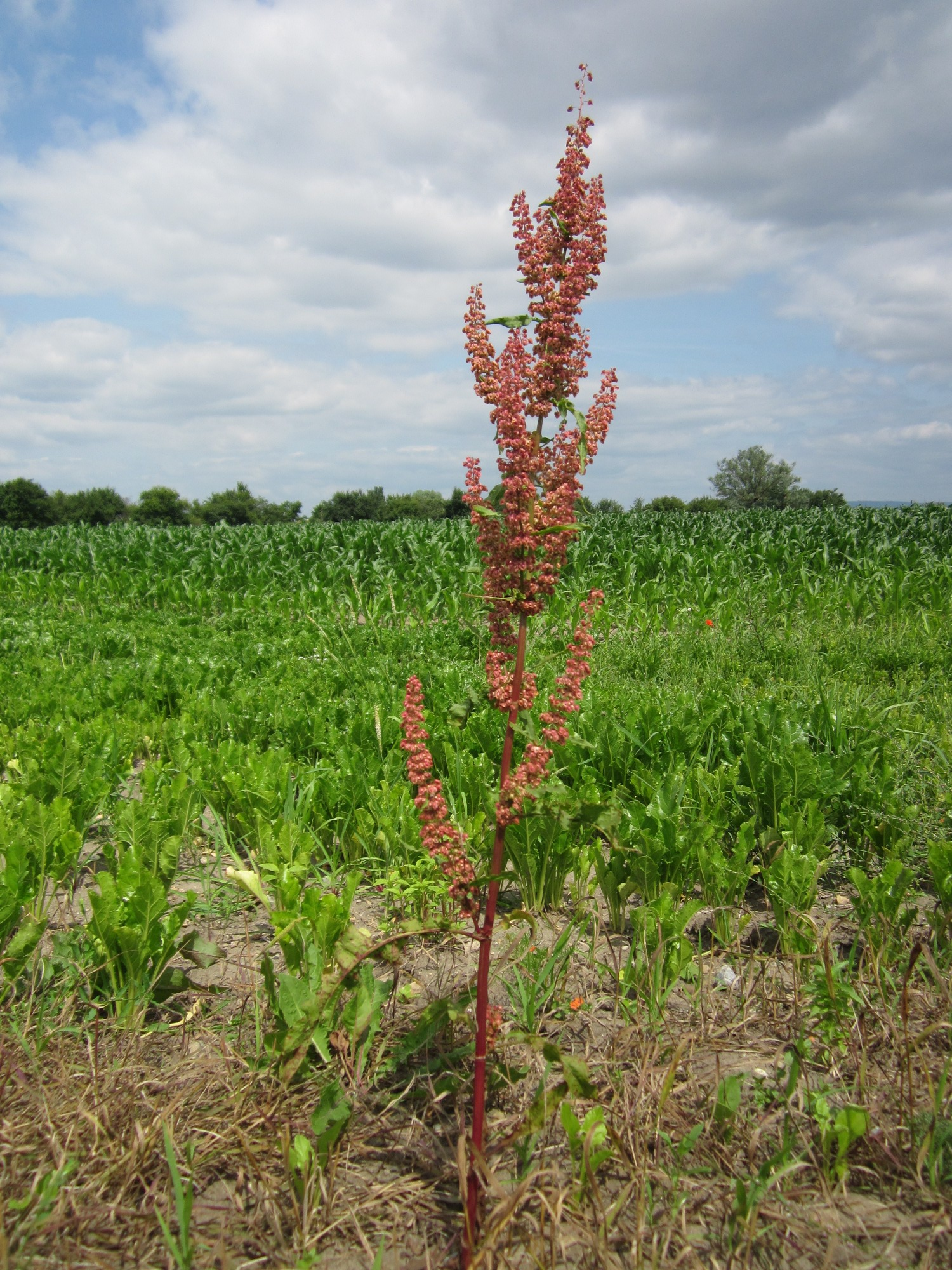
Virágzó növény
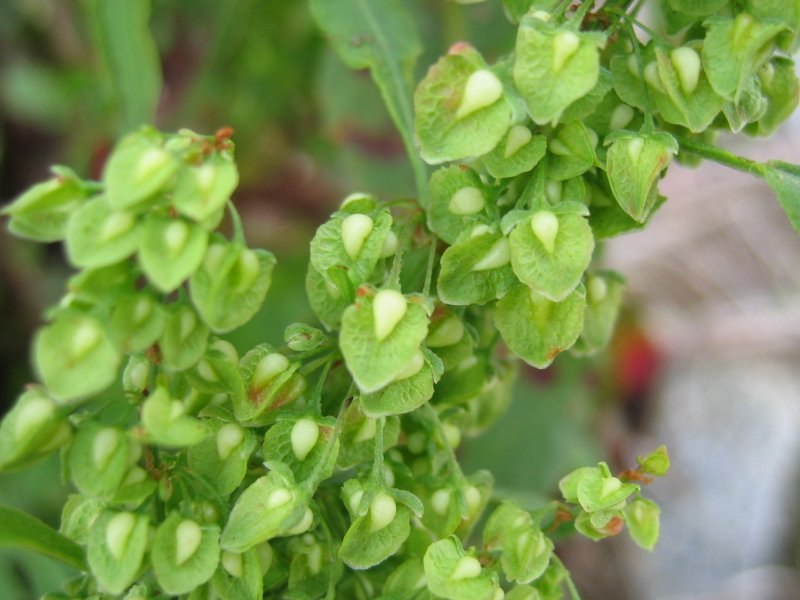
Termése
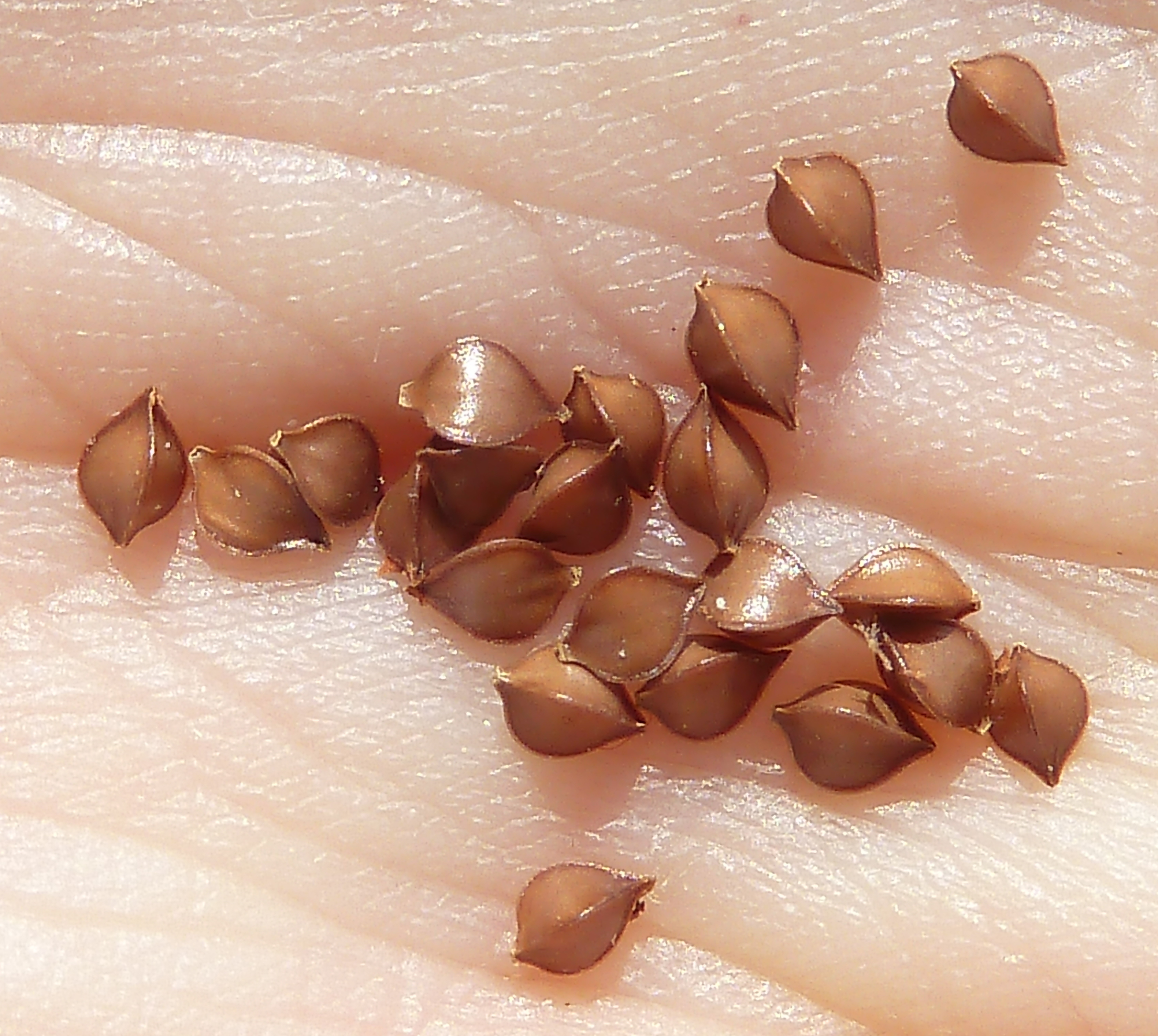
Magvai